# Bella di papà
Bella di papà è un cortometraggio italiano del 2013, diretto da Enzo Piglionica, autore della sceneggiatura insieme a Nicola Nocella.

## Trama
In una giornata d'estate caratterizzata da un caldo soffocante in un paesino della Puglia la giovane coppia composta da Enrica e Filippo sta per sposarsi. Tutti attendono l'arrivo della sposa, cercando di ingannare il tempo.
Filippo, il futuro sposo, è visibilmente agitato ed è in compagnia del migliore amico Riccardo, che gli farà da testimone. Finalmente la sposa arriva, accompagnata dal padre. Dopo pochi istanti, Enrica scappa e lascia sull'altare Filippo.
Il papà di Enrica e Filippo avviano una lite furibonda; Enrica, intanto, si è barricata nel bagno della sacrestia. Riccardo sopraggiunge nel bel mezzo della discussione, destando in Filippo un terribile sospetto.
Filippo insegue Riccardo per tutta la città percorrendo molti chilometri, finché non riesce a fermare il suo rivale in una campagna deserta. Dopo averlo colpito con un pugno, il finale svela la verità sul rapporto tra i due: sono amanti.

## Produzione
Il corto è stato interamente girato nel comune di Ruvo di Puglia, in provincia di Bari.

## Riconoscimenti
- 2014 - Corti d'argento
  - Candidato al premio per il miglior cortometraggio
- 2014 - Cortinametraggio
  - Premio per i migliori dialoghi